# Lijst van voetbalinterlands Slowakije - Wit-Rusland
Deze lijst van voetbalinterlands is een overzicht van alle officiële voetbalwedstrijden tussen de nationale teams van Slowakije en Wit-Rusland. De landen speelden tot op heden vijf keer tegen elkaar, te beginnen met een vriendschappelijke wedstrijd die werd gespeeld op 27 maart 1996 in Nitra. De laatste ontmoeting, een groepswedstrijd tijdens de UEFA Nations League 2022/23, vond plaats in Bačka Topola (Servië) op 25 september 2022.

## Wedstrijden
| № | Plaats       | Datum             | Competitie                  | Wedstrijd               | Uitslag |
| - | ------------ | ----------------- | --------------------------- | ----------------------- | ------- |
| 1 | Nitra        | 27 maart 1996     | Vriendschappelijk           | Slowakije – Wit-Rusland | 4 – 0   |
| 2 | Borisov      | 12 oktober 2014   | EK 2016 kwalificatie        | Wit-Rusland – Slowakije | 1 – 3   |
| 3 | Žilina       | 9 oktober 2015    | EK 2016 kwalificatie        | Slowakije – Wit-Rusland | 0 – 1   |
| 4 | Novi Sad     | 3 juni 2022       | UEFA Nations League 2022/23 | Wit-Rusland − Slowakije | 0 − 1   |
| 5 | Bačka Topola | 25 september 2022 | UEFA Nations League 2022/23 | Slowakije − Wit-Rusland | 1 − 1   |

## Samenvatting
| Competitie          | Totaal gespeeld | Winst Slowakije | Gelijk | Winst Wit-Rusland | Doelsaldo Slowakije – Wit-Rusland |
| ------------------- | --------------- | --------------- | ------ | ----------------- | --------------------------------- |
| EK-kwalificatie     | 2               | 1               | 0      | 1                 | 3 − 2                             |
| UEFA Nations League | 2               | 1               | 1      | 0                 | 2 − 1                             |
| Vriendschappelijk   | 1               | 1               | 0      | 0                 | 4 − 0                             |
| Totaal              | 5               | 3               | 1      | 1                 | 9 − 3                             |

## Details

### Eerste ontmoeting
| Vriendschappelijk (Nitra, Slowakije, 27 maart 1996):                  |       |             |
| Slowakije                                                             | 4 – 0 | Wit-Rusland |
| Július Šimon 24' Jaroslav Timko 32' Marek Ujlaky 61' Jozef Juriga 83' | goals |             |
| - Debuut van Miroslav Seman en Dušan Tóth voor Slowakije.             |       |             |

### Tweede ontmoeting
| EK 2016 kwalificatie (scheidsrechter Serge Gumienny, Borisov, Wit-Rusland, 12 oktober 2014): |              | |
| Wit-Rusland | 1 – 3        | Slowakije |
| Tsimafey Kalachow 79' | goals        | 65' Marek Hamšík 83' Marek Hamšík 90+2' Stanislav Šesták |
| Georgy Kondratyev | bondscoach   | Ján Kozák |
| Joeri Zhavnov Yahor Filipenka 55' Maksim Bardatsjov Ihar Shytav 76' Dzmitrij Verkhavtsov Aljaksandr Martynovitsj Sjarhej Balanovitsj Syarhey Kryvets Renan Bardini Bressan 46' Tsimafej Kalatsjov Stanislav Drahoen | opstellingen | Matúš Kozáčik Martin Škrtel Peter Pekarík Marek Hamšík Ján Ďurica Norbert Gyömbér 86' Juraj Kucka Viktor Pečovský 80' Vladimír Weiss 62' Róbert Mak Adam Nemec |
| Mihail Hardzeichuk 46' Dzyanis Paljakov 55' Igor Stasevitsj 76' | wissels      | 62' Stanislav Šesták 80' Miroslav Stoch 86' Filip Kiss |
| Dzmitrij Verkhavtsov 49' Ihar Shytav 58' | gele kaarten | 87' Norbert Gyömbér |

### Derde ontmoeting
| EK 2016 kwalificatie (scheidsrechter Hüseyin Göçek, Žilina, Slowakije, 9 oktober 2015):                                                                          |              | |
| Slowakije | 0 – 1        | Wit-Rusland |
| | goals        | 34' Stanislav Drahoen |
| Ján Kozák | bondscoach   | Alexander Chatskevitsj |
| Matúš Kozáčik Martin Škrtel Tomáš Hubočan Kornel Saláta Dušan Švento Marek Hamšík Juraj Kucka Viktor Pečovský 60' Vladimír Weiss 71' Róbert Mak 79' Michal Ďuriš | opstellingen | Andrej Harboenov Denis Poljakov Aljaksandr Martynovitsj Mikhail Sivakov 40' Maksim Bardatsjov Igor Stasevitsj Stanislav Drahoen 70' Pavel Nyakhaychyk 72' Nikolaj Signevitsj Mihail Hardzeitsjoek Renan Bardini Bressan |
| Adam Nemec 60' Miroslav Stoch 71' Ondrej Duda 79' | wissels      | 40' Maksim Valadzko 70' Sergej Palitsevitsj 72' Sergej Kislyak |
| Martin Škrtel 11' Vladimír Weiss 35' | gele kaarten | 49' Igor Stasevitsj 83' Mihail Hardzeitsjoek 90+4' Denis Poljakov |
| | rode kaarten | 57', 65' Aljaksandr Martynovitsj |

SFZ · A-internationals · Bondscoaches · Statistieken · Slowaaks vrouwenelftal · Olympisch elftal · Slowakije U21 · Slowakije U20 · Slowakije U19 · Slowakije U18 · Slowakije U17 · Slowakije U16
1939 – 1944 · 1992 – 1999 · 2000 – 2009 · 2010 – 2019 · 2020 − 2029
EK's: 2016 · 2020 · 2024
WK's: 2010
OS: 2000
1939 · 1940 · 1941 · 1942 · 1943 · 1944 · 1945–1991 · 1992 · 1993 · 1994 · 1995 · 1996 · 1997 · 1998 · 1999 · 2000 · 2001 · 2002 · 2003 · 2004 · 2005 · 2006 · 2007 · 2008 · 2009 · 2010 · 2011 · 2012 · 2013 · 2014 · 2015 · 2016 · 2017 · 2018 · 2019 · 2020 · 2021
Algerije · 
Andorra · 
Argentinië ·
Armenië · 
Australië · 
Azerbeidzjan · 
België · 
Bolivia · 
Bosnië en Herzegovina · 
Brazilië · 
Bulgarije · 
Chili · 
Colombia · 
Costa Rica · 
Cyprus · 
Denemarken · 
Duitsland · 
Egypte · 
Engeland · 
Estland · 
Faeröer · 
 Finland · 
Frankrijk · 
Georgië · 
Gibraltar · 
Griekenland · 
Guatemala · 
Hongarije · 
Ierland · 
IJsland · 
Iran · 
Israël · 
Italië · 
Japan · 
Joegoslavië · 
Jordanië · 
Kameroen · 
Kazachstan ·
Koeweit ·
Kroatië · 
Letland · 
Libanon ·
Liechtenstein · 
Litouwen ·
Luxemburg · 
Malta · 
Marokko · 
Mexico ·
Moldavië · 
Montenegro ·
Nederland · 
Nieuw-Zeeland · 
Noord-Ierland ·
Noord-Macedonië ·
Noorwegen ·
Oeganda · 
Oekraïne · 
Oezbekistan · 
Oostenrijk · 
Paraguay · 
Peru · 
Polen · 
Portugal · 
Roemenië · 
Rusland · 
San Marino · 
Saoedi-Arabië · 
Schotland · 
Servië en Montenegro ·
Slovenië · 
Spanje · 
Thailand · 
Tsjechië · 
Turkije · 
Verenigde Arabische Emiraten · 
Verenigde Staten · 
Wales · 
Wit-Rusland · 
Zuid-Korea · 
Zweden · 
Zwitserland
Engeland (2016) ·
Nieuw-Zeeland (2010) · 
Polen (2021) · 
Rusland (2016) · 
Spanje (2021) · 
Wales (2016) · 
Zweden (2021)
BFF · A-internationals · Bondscoaches · Statistieken · Wit-Russisch vrouwenelftal · Olympisch elftal · W-Rusland U21 · W-Rusland U19 · W-Rusland U18 · W-Rusland U17 · W-Rusland U16
1990 – 1999 · 
2000 – 2009 · 
2010 – 2019 ·
2020 − 2029
1992 · 
1993 · 
1994 · 
1995 · 
1996 · 
1997 · 
1998 · 
1999 · 
2000 · 
2001 · 
2002 · 
2003 · 
2004 · 
2005 · 
2006 · 
2007 · 
2008 · 
2009 · 
2010 · 
2011 · 
2012 · 
2013 ·
2014 ·
2015 ·
2016 ·
2017 ·
2018 ·
2019 ·
2020 ·
2021 ·
2022 ·
2023
Albanië · 
Andorra · 
Argentinië · 
Armenië · 
Azerbeidzjan · 
Bahrein ·
België ·
Bosnië en Herzegovina · 
Bulgarije · 
Canada · 
Cyprus · 
Denemarken · 
Duitsland · 
Ecuador · 
Egypte · 
Engeland · 
Estland · 
Finland · 
Frankrijk · 
Gabon ·
Georgië · 
Griekenland · 
Hongarije · 
Honduras · 
Ierland ·
IJsland · 
India ·
Iran · 
Israël · 
Italië ·
Japan ·
Jordanië · 
Kazachstan ·
Kirgizië · 
Kosovo ·
Kroatië · 
Letland · 
Libië · 
Liechtenstein ·
Litouwen · 
Luxemburg · 
Malta · 
Mexico ·
Moldavië · 
Montenegro · 
Nederland · 
Nieuw-Zeeland ·
Noord-Ierland ·
Noord-Macedonië ·  
Noorwegen · 
Oekraïne · 
Oezbekistan · 
Oman · 
Oostenrijk · 
Peru · 
Polen · 
Roemenië · 
Rusland · 
San Marino · 
Saoedi-Arabië · 
Schotland · 
Slovenië · 
Slowakije · 
Spanje ·
Syrië ·
Tadzjikistan · 
Tsjechië · 
Tunesië · 
Turkije · 
Verenigde Arabische Emiraten · 
Wales · 
Zuid-Korea · 
Zweden · 
Zwitserland